# Adrian Vandenberg
Adrian Vandenberg (Enschede, 31 de gener de 1954) és un guitarrista de rock dur i glam rock, conegut pel seu treball en Whitesnake durant la dècada dels vuitanta. Inicialment la seva banda va ser Teaser, que publicà un àlbum musical homònim el 1978. Després va iniciar una carrera en solitari, liderant l'agrupació Vandenberg, amb la qual va gravar tres discos. Més tard és descobert per David Coverdale, que li ofereix ocupar el lloc de músic de sessió en la seva banda, Whitesnake. Seguidament passaria a ser el guitarrista rítmic en aquesta, acompanyant el virtuós Steve Vai. Posteriorment de la seva experiència amb Whitesnake, s'uneix aManic Eden, al costat de reconeguts músics de l'escena com el baixista Rudy Sarzo (Ozzy Osbourne / Quiet Riot) i el bateria Tommy Aldridge (Ozzy Osbourne / Whitesnake).

## Carrera
Whitesnake
Originalment, Adrian van den Berg va ser abordat per unir-se a Whitesnake a principis dels anys 80, després d'haver impressionat David Coverdale no només amb les seves habilitats de guitarra, sinó també amb el seu talent per escriure cançons i la seva habilitat com a líder de la banda. Inicialment va declinar, a causa de l'èxit de la seva pròpia banda Vandenberg i el seu èxit del Top 40, "Burning Heart". El 1986, però, amb la pressió de la companyia discogràfica perquè es fes cada cop més comercial i el seu èxit va arribar a un altiplà, va cedir i finalment es va dissoldre Vandenberg, acceptant unir-se a Coverdale a Whitesnake. Inicialment va ser contractat com a músic de sessió, ajudant a completar el seu àlbum homònim Whitesnake (conegut com a 1987 a Europa) després d'un acomiadament massiu dels membres originals de la banda per part de Coverdale. Va contribuir amb el solo al seu èxit número 1 Here I Go Again, però el guitarrista John Sykes va tocar tota la resta de guitarra solista i rítmica de l'àlbum.
Després d'una gira mundial extremadament reeixida i una extensa emissió dels seus 3 vídeos a MTV, van den Berg va coescriure tota la música de l'àlbum següent Slip of the Tongue. Una lesió li va impedir gravar per a l'àlbum, així que Coverdale va contractar Steve Vai per gravar tant la guitarra com la guitarra rítmica. Van den Berg es va curar prou per tocar amb la banda, en un paper de doble guitarra al costat de Vai, per a la gira de suport a l'àlbum. Després de la dissolució de Whitesnake l'any 1990, va tornar com a part d'altres encarnacions de Whitesnake com la reunió / gira de "Whitesnake's Greatest Hits" de 1994. Va tornar a coescriure les cançons de l'àlbum "Restless Heart" de 1997 amb Coverdale. Aquesta vegada, va tocar totes les guitarres d'aquest àlbum depurat i bluesy, allunyant-se dels seus coneguts racons neoclàssics de rock/metall i cap a la seva influència principal original, Jimi Hendrix. També va col·laborar amb Coverdale a l'àlbum acústic desconnectat de Whitesnake, Starkers in Tokyo.
Després de Whitesnake, va tocar a la banda Manic Eden, que també comptava amb l'antic cantant de Little Caesar Ron Young, i els antics companys de Whitesnake d'Adrian, el baixista Rudy Sarzo i el bateria Tommy Aldridge. La banda es va separar quan Adrian va participar en la reunió/gira "Greatest Hits de Whitesnake" de 1994.
Des de llavors, ha tornat a la pintura i és un excel·lent artista d'aerògraf, després d'haver creat la portada dels àlbums Heading for a Storm i Alibi.
Quan Whitesnake va tocar al país natal de van den Berg, els Països Baixos, va fer una "aparició de convidat sorpresa", fent-ho al "Festival Arrow Rock" de Nijmegen el juny de 2008, on es va unir a la formació actual per a una actuació de "Here I Go". De nou". També va tocar amb ells al "Sweden Rock Festival" el 2011 juntament amb Bernie Marsden.
2011–2013
A partir de 2011, Adrian van den Berg ha escrit i gravat una cançó anomenada A Number One per a l'equip de futbol neerlandès FC Twente de la seva ciutat natal, Enschede. Aviat es produiria polèmica, com a conseqüència del fet que va llançar el senzill sota el sobrenom de Vandenberg. Altres (antics) membres de la seva banda homònima a la dècada de 1980 no van aprovar que Adrian utilitzés el nom "Vandenberg" sense el seu nom de pila, la qual cosa va donar lloc a una demanda. Al tribunal, Adrian va guanyar, amb la decisió final que va declarar que té tots els drets per utilitzar el nom "Vandenberg".
MoonKings
Vandenberg va formar Vandenberg's MoonKings a finals de 2013. La banda està formada per Vandenberg (guitarra), Jan Hoving (veu), Mart Nijen-Es (bateria) i Sem Christoffel (baix). El 21 de febrer de 2014, Vandenberg's MoonKings va llançar el seu àlbum debut MoonKings a Mascot Records.

## Discografia
| Data | Grup                    | Títol                                       | Notes                                                      |
| ---- | ----------------------- | ------------------------------------------- | ---------------------------------------------------------- |
| 1978 | Teaser                  | Teaser                                      |                                                            |
| 1982 | Vandenberg              | Vandenberg                                  |                                                            |
| 1983 | Vandenberg              | Heading for a Storm                         |                                                            |
| 1985 | Vandenberg              | Alibi                                       |                                                            |
| 1985 | Vandenberg              | Live In Japan                               | Videos                                                     |
| 1987 | Whitesnake              | Whitesnake/1987                             | Here I Go Again Només guitarra solista                     |
| 1988 | Vandenberg              | The Best of Vandenberg                      |                                                            |
| 1989 | Whitesnake              | Slip of the Tongue                          | coescriptor; acreditat com a guitarrista, però no va tocar |
| 1994 | Manic Eden              | Manic Eden                                  |                                                            |
| 1997 | Whitesnake              | Restless Heart                              |                                                            |
| 1997 | Whitesnake              | Starkers in Tokyo                           | àlbum acústic en directe                                   |
| 2004 | Vandenberg              | Different Worlds: The Definitive Vandenberg | àlbum recopilatori                                         |
| 2011 | Whitesnake              | Live at Donington 1990                      | CD&DVD                                                     |
| 2014 | Vandenberg's MoonKings  | Vandenberg's MoonKings                      |                                                            |
| 2017 | Whitesnake              | "Snakeskin Boots" Live on Tour 1987/1988    | Whitesnake/1987 30th Anniversary Edition Bonus Disc        |
| 2017 | Vandenberg's MoonKings  | MK II                                       |                                                            |
| 2018 | Vandenbergs's Moonkings | Rugged and Unplugged                        | Àlbum acústic                                              |
| 2020 | Vandenberg              | 2020                                        |                                                            |

Guest appearances
- 1990 – Steve Vai – Passion and Warfare (backing vocals)
- 2022 – Star One - Revel in Time (guitar solo on "Revel in Time")[5]

Aparicions convidades
- 1990 - Steve Vai - Passion and Warfare (veus)
- 2022 - Star One - Revel in Time (solo de guitarra a "Revel in Time")[6]